# Cornelis Valckenier

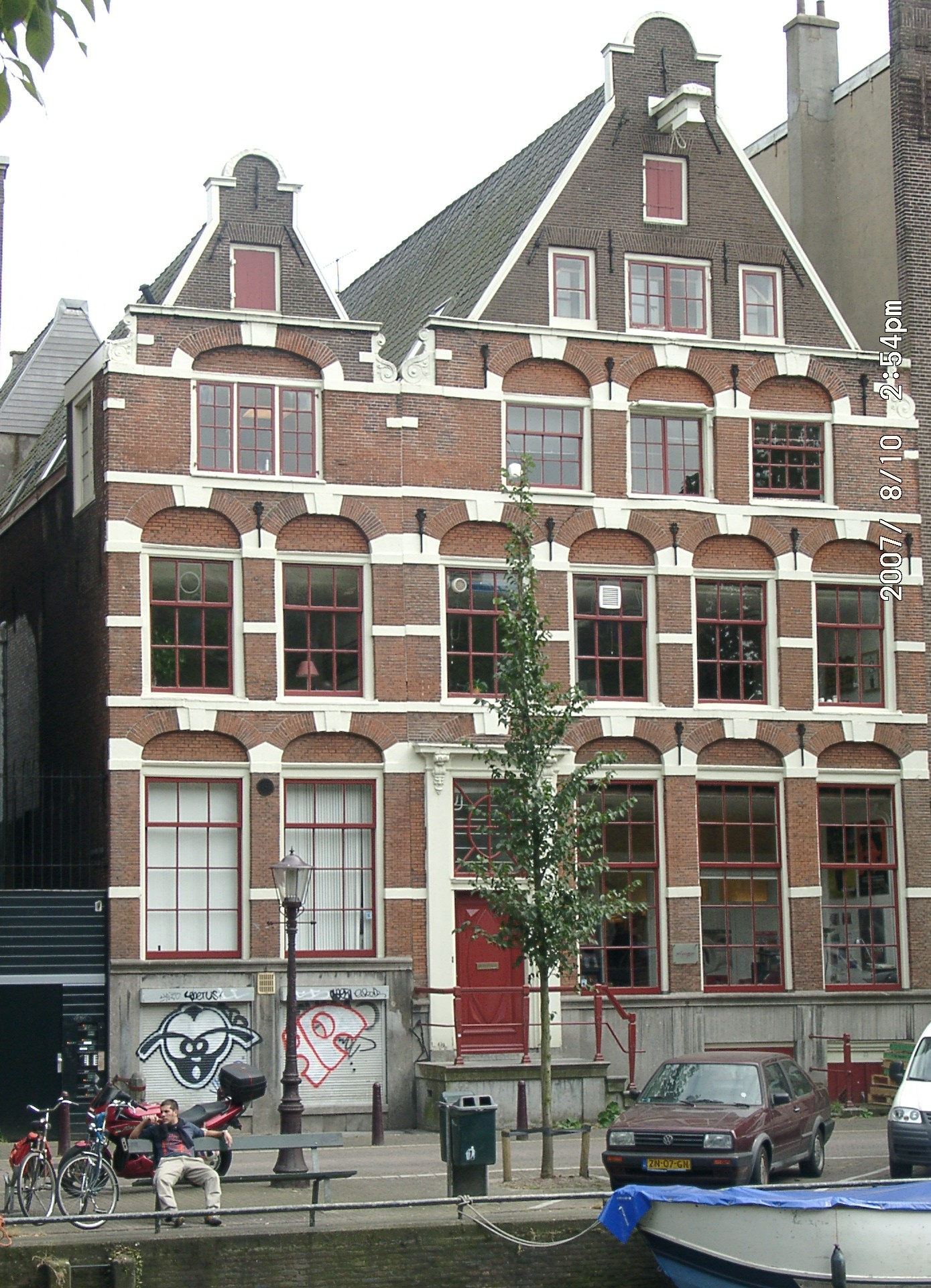
Das Stadthaus von Cornelis Valckenier am Kloveniersburgwal

Cornelis Valckenier (* 19. März 1640 in Amsterdam; † 18. März 1700 ebenda) war ein Amsterdamer Regent und einer der ersten Direktoren der Sozietät von Suriname.
Cornelis Valckenier wurde als Sohn des Jacob Valckenier (1602–1673) und der Hillegonde Hasselaer geboren. Das Geschlecht der Valckenier war dem führenden Regentenpatriziat Amsterdams angehörig. Seine Karriere führte ihn als Kaufmann in den Dienst der Niederländischen Ostindien-Kompanie (VOC). Von 1667 bis 1672 war er Gouverneur (niederländisch: opperhoofd, Titel bei der VOC) der Kolonie Tonkin in Vietnam. In Ostindien heiratete er im Jahre 1669 Catharina van Heijningen; 1673 wurde ihr Sohn Jacob Valckenier geboren. Valckenier wurde im Jahre 1675 zum Admiral der Retourflotte ernannt.
Im Jahre 1676 wurde er Kapitän der Amsterdamer Bürgergarde. Zwei Jahre danach wurde Valckenier in den Magistrat (niederländisch: vroedschap) aufgenommen.
Cornelis Valckenier und seine Frau erwarben im Jahre 1677 das Landgut Valk en Heining in Baambrugge.
Im Jahre 1680 wurde er Schöffe (niederländisch: schepen) von Amsterdam und in den Jahren 1696 und 1699 wurde Valckenier zum regierenden Bürgermeister gewählt.
Valckenier war außerdem von 1683 bis 1700 einer der ersten Direktoren der Sozietät von Suriname. Hierin spielte er zusammen mit Jacob Boreel eine wichtige Rolle.